# ハーダーバーン
ハーダーバーン (独:Harderbahn) は、スイス、ベルン州、ベルナー・オーバーラント地方のインターラーケンと、インターラーケンの北に位置する標高1322ｍの山、ハーダー・クルムを結ぶケーブルカーである。

## 概要

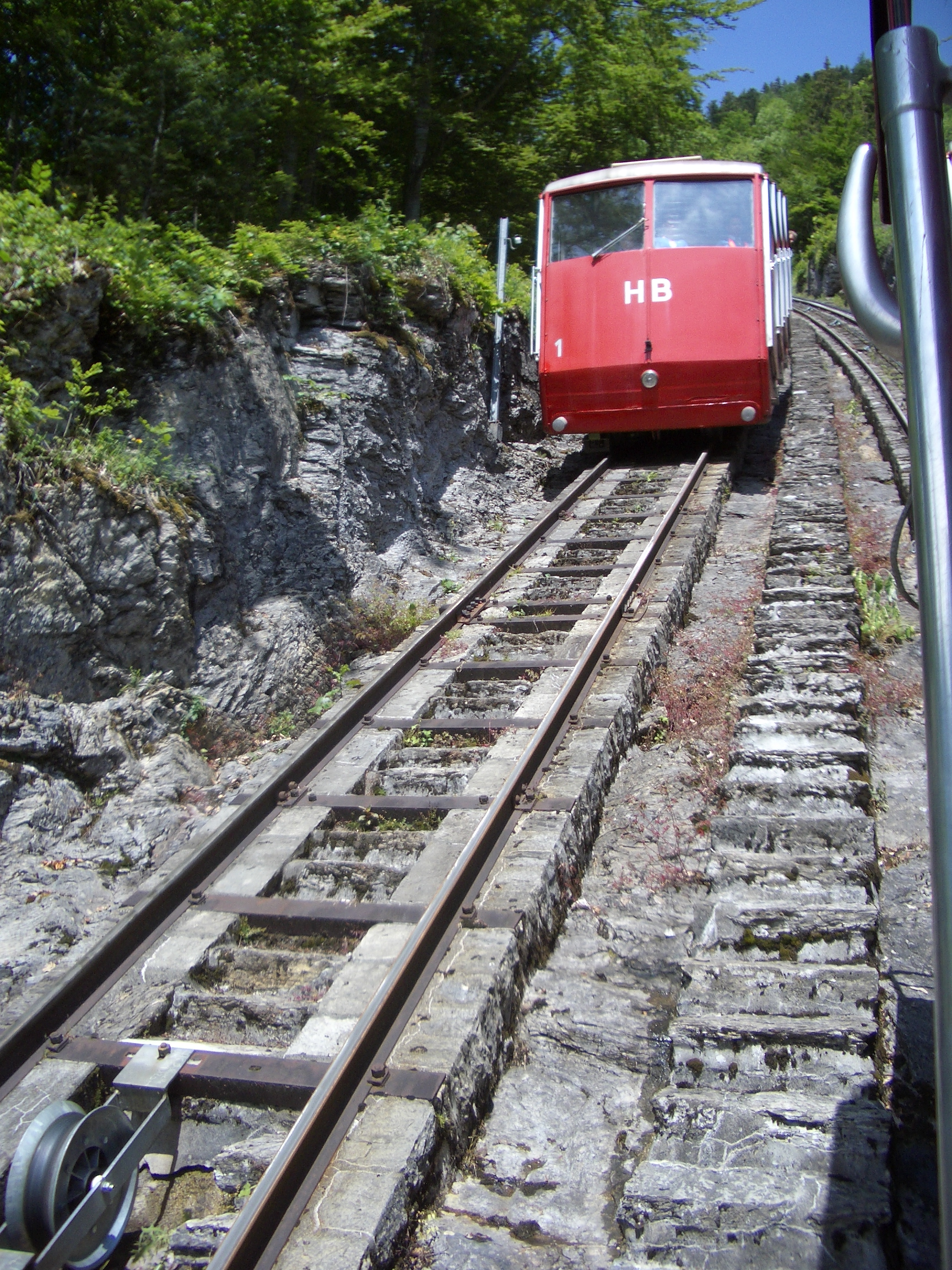

ハーダーバーンの開業は1908年。標高差約740ｍを、約10分で結んでいる。ケーブルカーは例年4月中旬から10月末の運行で、冬期は運休となる。
ハーダー・クルムまであがると、眼下にインターラーケンの町、トゥーン湖、ブリエンツ湖、そして正面にアイガー・メンヒ・ユングフラウのユングフラウ三山の眺望が広がる。
ハーダー・クルムの山頂駅付近には、レストランに加え、ベルナーアルプスの眺望を楽しむことができる特設展望デッキ、「二つの湖の橋」（独:Zweiseensteg 英:Two-Lakes Bridge）が2011年10月に完成した。